# Jonas Sigfridi Helsingius
Jonas Sigfridi Helsingius, född i Hälsingland, död 31 oktober 1626 i Kolbäcks socken, var en svensk präst och riksdagsledamot.

## Biografi
Jonas Sigfridi Helsingius prästvigdes 1580 för en tjänst som komminister vid Västerås domkyrka, men blev på grund av sitt motstånd mot Johan III:s liturgi året därpå fängslad av biskopen, Petrus Benedicti Ölandus, varpå han efter ett par år fördrevs från staden och avsattes. När liturgisterna försvagats, fick emellertid Jonas 1588 tjänst som kyrkoherde i Kolbäcks socken, där han 1599 blev kontraktsprost. Han var assessor i konsistorium major.
Jonas var en av undertecknarna till beslutet från Uppsala möte, vilket han bevistade. Han var fullmäktig för stiftet vid riksdagen 1594.
Med sin första hustru fick han flera barn, av vilka många avled innan honom. En son, Sigfrid, deltog i det svenska rytteriet i kriget mot Polen. En dotterdotter var gift med Adolphus Elai Terserus.